# Ізоритмія

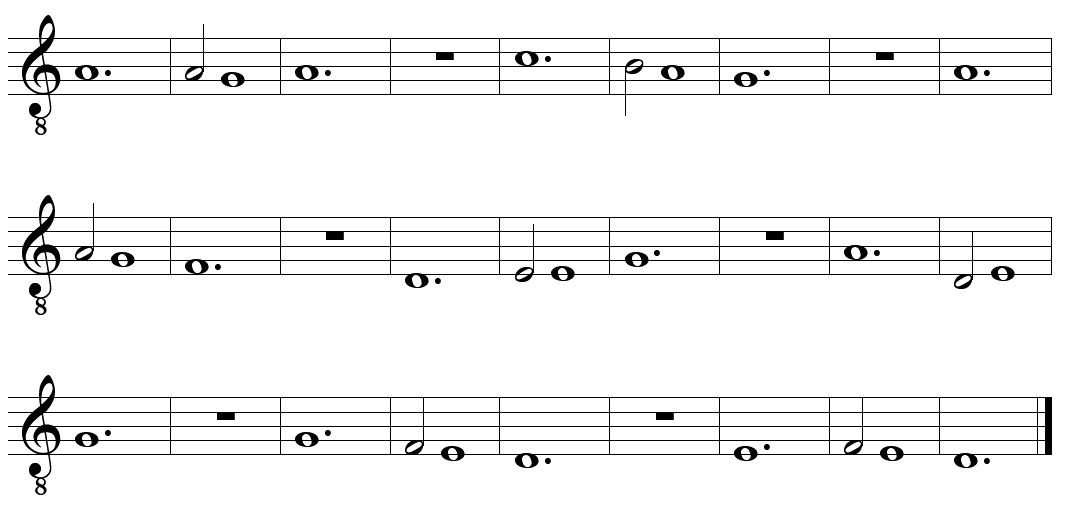
Ізоритмічний тенор з першої частини Kyrie eleison меси Нотр-Дам Ґійома де Машо (1360). Звучання 28 нот розподіляється на чотиринотний шаблон talea, який повторюється сім разів.

Ізоритмія (нім. Isorhythmie) — техніка композиції в багатоголосній музиці XIV–XV століть, що виражається в остинатному проведенні ритму, незалежного від звуковисотної лінії. Термін введений в 1904 р. Фрідріхом Людвігом. Повторювана (як правило, в тенорі) ритмічна фігура називається тáлья (від пізньолат.Talea- «відрізок»), повторювана мелодія — кóльор (пізньолат. значення слова color- «орнаментальне повторення»). Види співвідношень тальї і кольору різноманітні. Найтиповіший випадок, коли на одне проведення кольору припадає 3–4 тальї. У складніших випадках синхронізації (2 кольори на 3 тальї, 3 кольори на 4 тальї) сенс комбінаційної гри (автономного) ритму і (автономної) мелодії в тому, що тривалості тальї при поновленні щоразу припадають на різні висóти.
В історії науки першим, хто коротко описав техніку ізоритмії і вжив основні терміни, був Йоан де Муріс (або учень його школи), в трактаті «Libellus cantus mensurabilis» («Книжка про мензуральну музику», бл. 1340). Перші яскраві художні зразки ізоритмії знаходяться у мотетах Філіпа де Вітрі. У творчості Ґійома де Машо ізоритмія досягла вершини розвитку — вона застосовується в частинах Kyrie, Sanctus, Agnus, Ite меси «Нотр-Дам», в гокеті «Давид», навіть у пісенних жанрах (панізоритмія в баладі «S'Amours ne fait par»). У більшості мотетів Машо ізоритмія має формотворне значення.
Виключна різноманітність в «ізоритмічній формі» (термін М. А. Сапонова) досягається вишуканими прийомами ритмічного та мелодичного варіювання, в тому числі типові ритмічне зменшення тальї (дімінуція) до кінця твори, зазвичай досягається шляхом зміна мензури і темпус. У І. Чиконья, Дж. Данстейбла, Ґ. Дюфаї і в багатьох безіменних творах ізоритмія відзначається переважно у мотеті.
У п'єсах французького рукопису Ivrea (Bibl. Capitolare, 115) 2-ї половини XIV століття, у Машо (у мотеті № 13) і французьких композиторів періоду Ars subtilior («A virtutis/Ergo beata/Benedicta filia» Жана Сезарії) зустрічається так звана тотальна ізоритмія, коли всі голоси багатоголосого цілого мають свої тальї (В. Апель назвав цей вид техніки «панізоритмією»).
Ізоритмія, як один з принципів композиційної обробки cantus firmus зустрічається в XVI столітті (наприклад, у мотеті Жоскена Депре і А. Вілларта). Ізоритмія як техніка композиції зрідка зустрічається в музичних творах XX століття, наприклад, у Арво Пярта.

Структурна схема тенору у пізньосередньовічному мотеті «Sub Arturo plebs» Йоганнеса Алануса, що містить триразову зменшення. Кольор складається з 24 люнг (48 тактів у сучасному записі), що ділиться на три тальї. Кольор повторюється тричі, щоразу в іншій мензурі. Його тривалість зменшується у пропорції 9:6:4. Схема вказує (a) хоральний cantus firmus; (b) тенор записаний мензуральною нотацією; (c) часткова транскрипція початку кожної з дев'яти талій в сучасній нотації.